# Xanthoparmelia pustulifera
Xanthoparmelia pustulifera är en lavart som beskrevs av Hale, T. H. Nash & Elix. Xanthoparmelia pustulifera ingår i släktet Xanthoparmelia och familjen Parmeliaceae.   Inga underarter finns listade i Catalogue of Life.